# José Manuel Restrepo Vélez
José Manuel Restrepo Vélez  (Envigado, 30 de diciembre de 1781-1 de abril de 1863) fue un político e historiador colombiano.
Ocupó la Secretaría del Interior de Colombia para los gobiernos de Bolívar y Santander, del 16 de noviembre de 1821 al 18 de enero de 1830, siendo el primero en ocupar el cargo en la historia del país. Durante su ejercicio del cargo, Restrepo fue pionero de la archivística en Colombia, lo que dio origen al Archivo General de ese país.

## Biografía

### Estudios y primeros trabajos
Restrepo hizo sus primeros estudios en la escuela pública de Envigado y en el Colegio Seminario de Antioquia. A los diez y nueve años de edad viajó a Bogotá para matricularse en el Colegio de San Bartolomé, donde estudio filosofía, botánica y derecho. En 1804 la Universidad de Santo Tomás le dio el título de bachiller en filosofía y en 1809 de doctor en derecho canónico. 
En Bogotá fue amigo y colaborador de José Celestino Mutis y Francisco José de Caldas en sus estudios botánicos y geográficos. Después de volver a Antioquia elaboró el primer mapa técnicamente elaborado de la región, para acompañar su primera obra, "Ensayo sobre la Geografía, Producciones, Industria y Población de la Provincia de Antioquia en el Nuevo Reino de Granada", y que fue publicada, en 1809, en el Semanario del Nuevo Reino de Granada que dirigía Caldas. 
Al regresar a Antioquia fue asesor del gobernador español Francisco de Ayala, y cuando se formó, en septiembre de 1810, la Suprema Junta Provincial, fue nombrado secretario de ella. El año siguiente fue elegido, con Juan del Corral, como representantes de Antioquia en el Congreso de las Provincias Unidas, que debía reunirse en Bogotá. Aunque el Congreso no pudo reunirse, en noviembre de 1811 firma, en representación de Antioquia, el Acta de Federación de las Provincias Unidas de la Nueva Granada, formada por Antioquia, Cartagena, Neiva, Pamplona y Tunja, sin participación de Cundinamarca, que se niega a formar parte de la federación.
Restrepo regresó a Antioquia a fines de 1812 y en enero de 1813 es nombrado asesor por su padre José Miguel Restrepo, que en ese momento ocupaba la gobernación. Al asumir la dictadura don Juan del Corral lo nombró secretario de Gracia y Justicia, y a la muerte del dictador, en enero de 1814 fue también Secretario único del nuevo gobernador, Dionisio Tejada. Este mismo año es nombrado por el Congreso Nacional miembro del triunvirado que debía ejercer el poder ejecutivo, formado además por Manuel Rodríguez Torices y Custodio García Rovira pero no acepta y es remplazado por José Miguel Pey. Al año siguiente es diputado en representación de Rionegro en el Colegio Constituyente que redacta la segunda constitución de Antioquia, y asiste también al Congreso Nacional.

### Restrepo durante la reconquista y la independencia
A mediados de 1816 los ejércitos españoles reconquistaron a Antioquia, y Restrepo huyó en dirección al sur. Sin embargo, decidió regresar después de unos meses, y volvió a Rionegro ante el gobernador español Francisco Warleta. Aunque al comienzo es bien tratado, después se ordena que vaya a dirigir las obras de apertura del camino de Sonsón a Mariquita. Después de unos meses decide fugarse y se escapa en noviembre de 1817 hacia Kingston y los Estados Unidos. Su esposa, Mariana Montoya, logra un indulto para Restrepo, que regresa a Rionegro a comienzos de 1819. 
Lograda la independencia con la Batalla de Boyacá, Bolívar nombra a Restrepo gobernador de Antioquia, con el apoyo, como jefe militar, del Coronel José María Córdova. El nuevo gobierno logra derrotar finalmente los restos de los ejércitos españoles en el combate de Chorros Blancos, el 12 de febrero de 1820, con lo que se confirma la independencia de la región.

### Otros cargos políticos y administrativos
En 1821 Restrepo renunció a la gobernación para ocupar su curul como diputado al Congreso de 1821. Allí fue elegido presidente del Congreso y participó, con su pariente José Félix de Restrepo, en la redacción y discusión de la Ley de Libertad de Partos, que concedía la libertad a los hijos de los esclavos que nacieran después de aprobada, cuando cumplieran 18 años.
Al terminar el congreso y expedirse la Constitución de 1821, Simón Bolívar nombró a Restrepo Secretario del Interior y Relaciones Exteriores, cargo que ocupó primero desde 1821 hasta 1827, durante el período republicano de Colombia, con Francisco de Paula Santander como Vicepresidente encargado del poder ejecutivo, y luego para Bolívar mismo, tras declararse dictador de Colombia, hasta fines de 1829. En 1828 fue nombrado Administrador de la Casa de Moneda, un empleo que ejerció con algunas interrupciones hasta 1860, cuando ya tenía 79 años.

### El historiador
Desde muy joven Restrepo fue un escritor infatigable. Entre 1819 y 1858 llevó un diario detallado de los hechos políticos y militares del país, que le sirvió para escribir sus dos obras históricas más importantes: "Historia de la Revolución de la República de Colombia" e "Historia de la Nueva Granada". 
La primera fue la gran obra de su vida, para la cual se basó en una inmensa colección de documentos que recogió aprovechando su posición oficial: quería escribir la historia de cómo se había logrado la independencia de Colombia, que incluía entonces las repúblicas posteriores de Colombia, Venezuela y Ecuador,  en la forma más imparcial posible. Una primera edición fue publicada en 1827, pero siguió extendiendo la narración hasta 1830 y revisando la obra, que fue publicada nuevamente en 1858. 
Esta obra fue la obra inaugural de la historiografía republicana en Colombia y contribuyó en forma substancial a definir los elementos del patriotismo colombiano y de la visión de la nación en el siglo XIX. Su versión de las guerras de independencia, escrita mientras todavía se desarrollaban, marcó de forma trascendental la forma en que se entiende tal conflicto.

## Obras de José Manuel Restrepo

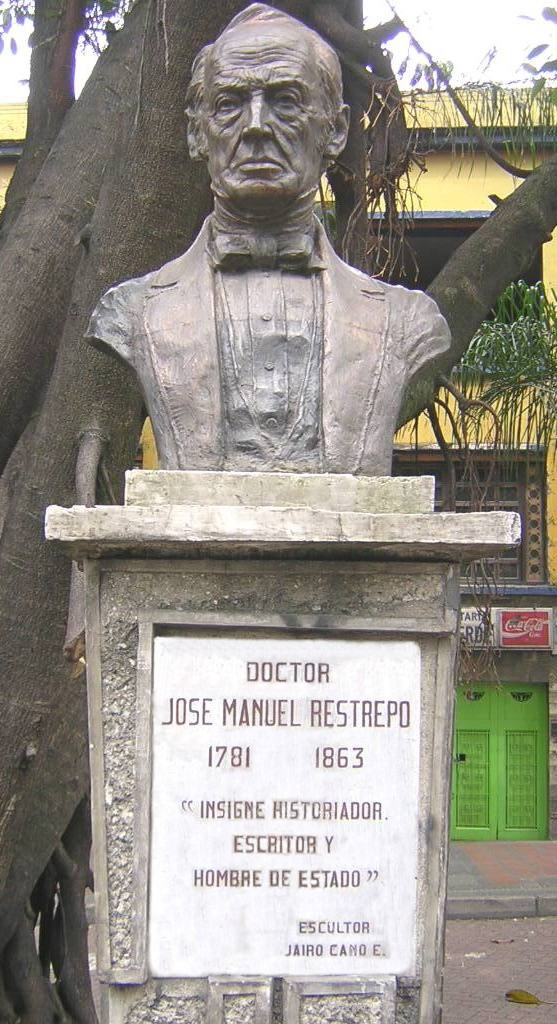
Busto en honor a Restrepo, Medellín.

- Restrepo, José Manuel (1809). «Ensayo sobre la geografía, producciones, industria y población de Antioquia». Semanario del Nuevo Reino de Granada (6 a 12).
- Restrepo, José Manuel (1823). Memoria que el Secretario de Estado y del despacho del Interior presentó al Congreso de Colombia sobre los negocios de su Departamento. Bogotá, Espinosa.
- Restrepo, José Manuel (1827). Exposición que el Secretario de Estado en el despacho de Relaciones Exteriores hace al Congreso de 1827. Manuscrito inédito, Biblioteca Luis Ángel Arango.
- Restrepo, José Manuel (1858). Historia de la Revolución de la República de Colombia en la América Meridional. Besanzon, Imprenta de M. Jacquin, 4 vols.
- José Manuel Restrepo, Autobiografía, Bogotá, Presidencia de la República, 1957
- Restrepo, José Manuel (1859). Memoria sobre la amonedación de oro y plata en la Nueva Granada. Bogotá: Imprenta de la Nación.
- http://www.lablaa.org/blaavirtual/historia/hnuegra/hnuegra0.htm Archivado el 29 de mayo de 2008 en Wayback Machine. Historia de la Nueva Granada, vol I. Bogotá,
- Restrepo, José Manuel (1952). Historia de la Nueva Granada. Bogotá, Editorial Cromos y Editorial El Catolicismo, 2 vols.
- Restrepo, José Manuel (1952). Memoria sobre el cultivo del café. Bogotá, Banco de la República.
- Restrepo, José Manuel (1954). Diario Político y Militar. Bogotá, Presidencia de la República, 4 vols.
- Restrepo, José Manuel (1969-1970). Documentos importantes para la historia de Colombia. Bogotá, Universidad Nacional de Colombia. ISBN.